# Seidenhof (Zürich)

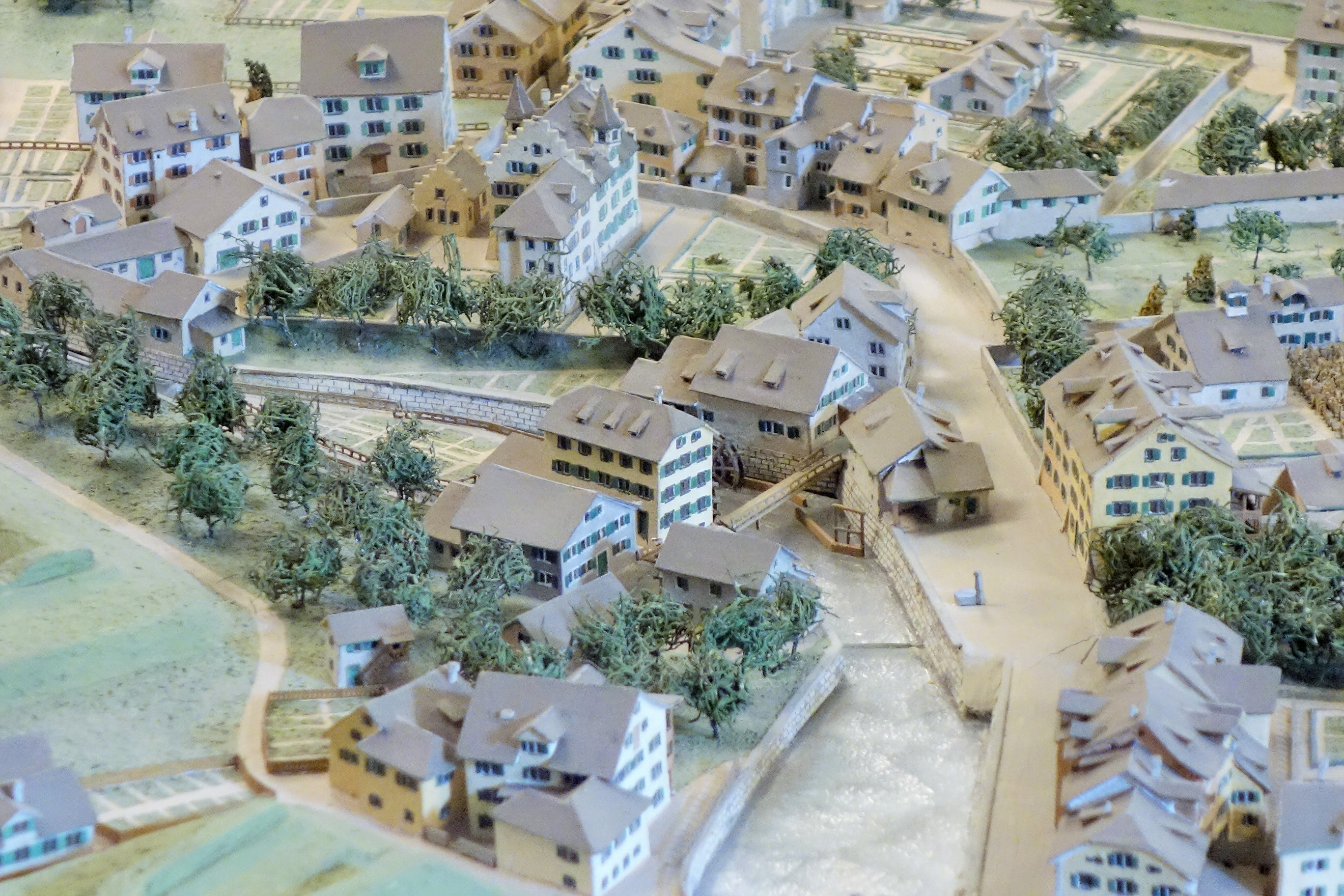
Übersicht der Seidenhöfe, Stadtmodell um 1800

Seidenhof ist der Name eines ehemaligen Gewerbegebiets in Zürich. Der Name ist noch heute für ein Wohn- und Geschäftshaus am selben Standort gebräuchlich. Auch ein Hotel – das «City-Excelsior» – ist seit den 1940er Jahren so benannt. Heute wird die mit den Seidenhöfen verbundene Seidenindustrie als «blühende Industrie mit Weltgeltung» eingeschätzt. Nach Stefan G. Schmid gelten sie mit der «Gründung ihres neuartig organisierten zunft-kapitalistischen Grossbetriebs [als] Pioniere der modernen Wirtschaft».: S. 6 Bis zu 55 Prozent aller Zolleinnahmen der Stadt Zürich gingen Ende des 16. Jahrhunderts jährlich auf die Geschäftstätigkeit des Seidenhofs zurück, der Jahresgewinn betrug 76'000 Gulden.: S. 31 Der beschaulich-dörfliche Charakter im ausgehenden Mittelalter hat sich – auch infolge der frühindustriellen Entwicklung – rasch in ein städtisches Umfeld verwandelt. Heute ist dieses Areal von grossstädtischem Gepräge.

## Geschichte

### Anfänge
Schon Ende des 13. Jahrhunderts gab es in Zürich ein Seidengewerbe, das aber mit der Zunftrevolution in der Amtszeit von Rudolf Brun seine vorherrschende Stellung verlor.: S. 9 Innerhalb der Familie Werdmüller waren es die Enkel von Ratsherr Heinrich Werdmüller (1480–1548), die Unternehmer David & Heinrich Werdmüller, die weiter Ruhm und Besitzstand mehrten, indem sie es verstanden, mit ihrem Woll- und Tuchhandel zu prosperieren. Ursprünglich war der Seidenhof ein Gutshof, der innerhalb der Befestigungsanlagen der Stadt Zürich nahe dem Fluss Sihl gelegen war. Diese Hofstadt bestand aus zwei repräsentativen Grossbauten, dem Alten und dem Neuen Seidenhof, die nach 1429 dort angesiedelt worden waren.
David und Heinrich Werdmüllers Vater Beat hatte an der Limmat die der Familie namengebende Werdmühle betrieben. 1576 errichteten sie aus der Konkursmasse des Exulanten Evangelisto Zanino in Wollenhof, der vor allem auch als Import- und Exportkaufmann tätig war, am Sihlkanal eine eigene und gemeinsam betriebene Seidenmühle; es war die erste nördlich der Alpen. Dort wurden sogenannte Radmeitlis eingesetzt, vor allem «blinde, geistesschwache oder epileptisch leidige Frauen».: S. 20
Bereits zu dieser Zeit wurde das Gebäude Seidenmühle genannt. Neben der Filatoio, der Seidenmühle, legte Zanino eine Seidenraupenzucht an. Im Selnau auf der Spitalwiese kultivierte er ab 1566 Maulbeerbäume und gewann Rohseide, um von den Lieferungen aus Italien unabhängig zu werden. Zum Färben der Stoffe wurden in unmittelbarer Nähe Gelbkraut und Färberwaid angebaut. Kein anderer grösserer Betrieb in der damaligen Deutschschweiz konnte alle Produktionsschritte der Seidenverarbeitung selbstständig bewerkstelligen.: S. 20–23
Der Standort nahe dem Sihlkanal war wohlüberlegt gewählt, stand dieser Fluss doch für die Frischwasserversorgung und den Antrieb mit Wasserkraft zur Verfügung. Gebäudeteile hatten bis zur Reformation als Ökonomiegebäude, Trotte und wahrscheinlich auch als Bäckerei des Klosters Selnau gedient. Bald wurde diese «Wiege der Zürcher Textilindustrie» mit ihren verschiedenen Gebäudeteilen als Seidenmühle bezeichnet.: S. 22
Diese Seidenmühle betrieben die Brüder Werdmüller mit dem Fachwissen Zaninos und ab 1586 mit Giacomo Duno, der als Schweizer Werkmeister des Kurfürsten von Sachsen in der Meissener Seidenmanufaktur gearbeitet hatte, sowie seinem Vater Taddeo, der als Locarneser Exulant Stadtarzt war. Das Werdmüllersche Unternehmen war Vorbild zahlreicher anderer Wirtschaftsbetriebe, und sie wurden schnell zu den weitaus wohlhabendsten Zürchern ihrer Epoche. Sie hatten eine Neigung zur Philanthropie und setzten einen Teil ihrer liquiden Mittel «auch für arme und in Not geratene Mitbürger am Rande der Gesellschaft ein».: S. 6
Zusammen mit Francesco Turrettini gründeten die Brüder die Gesellschaft zur Florettseidenherstellung mit einer Stammeinlage von 24'000 Gulden. Neben seiner hohen Expertise legte Turrettini 7'000 Gulden ein und bekam für unüblich hohe 7 Prozent Jahreszins die restlichen 5'000 Gulden vergütet. Mithilfe dieses enormen Kapitaleinsatzes war ein rasches Wachsen des Unternehmens möglich. Die von vornherein auf sechs Jahre befristete Zusammenarbeit ermöglichte es, 1591 mehr als 1000 Spinnerinnen in Stadt und Umland zu beschäftigen. Der Gewinn nach sechs Jahren belief sich auf 38'500 Gulden.: S. 29
Die Alte Seidenmühle, die auf dem heutigen Geviert St. Annagasse/Sihlstrasse/Steinmühleplatz errichtet wurde, stammt aus dem Jahr 1587/1588. Hans Rudolf Escher würdigte das Ensemble in seiner Beschreibung des Zürichsees mit: «Neben disen so schönen Oberkeitlichen Häuseren hat es in der Statt / und in den Vorstätten / ansehnliche Privathäuser und Lustgärten / da insonderheit der Herren Werdmülleren Lustgärten und schöne Häuser in den Seidenhöffen.» Nach dem Tod David Werdmüllers im Jahr 1612 kam es zur ersten Erbteilung, bei der Hans Rudolf Werdmüller-Wydenmann neuer Eigentümer wurde. Damit einher ging eine Neuausstattung des Gebäudes.

### Expansion

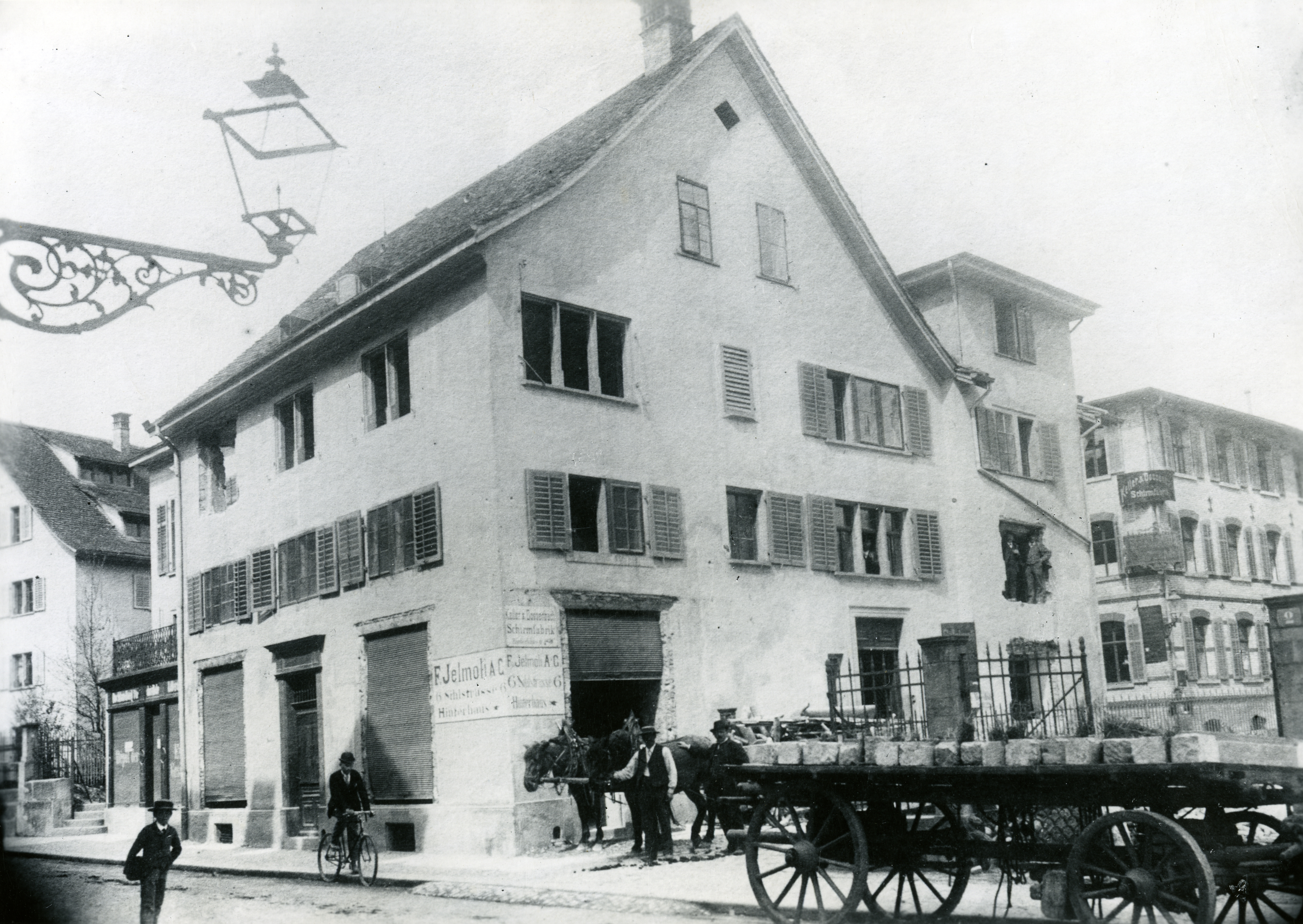
Grüner Seidenhof kurz vor seinem Abriss, 1898

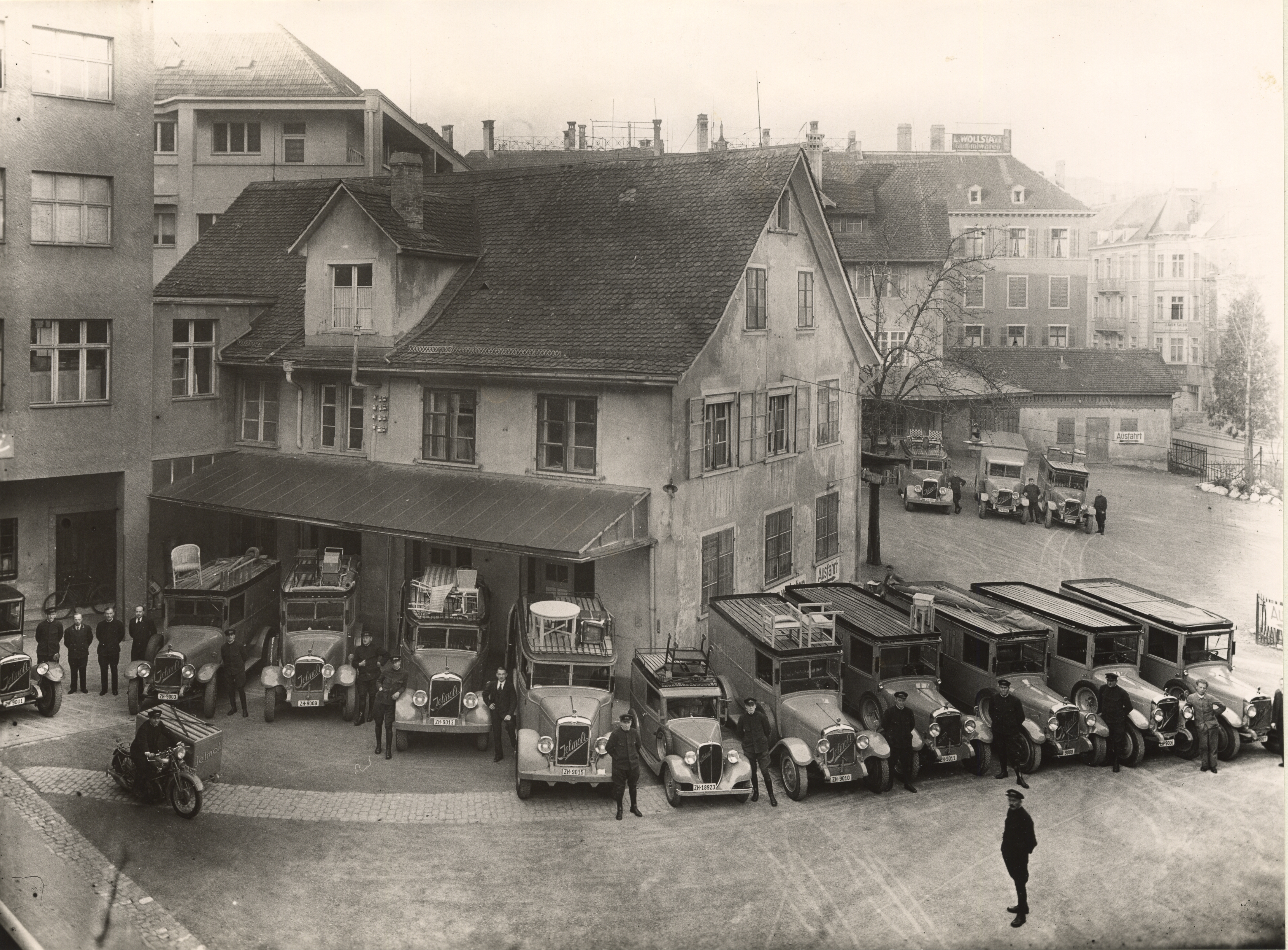
Ehemals Blauer Seidenhof, Sihlstrasse 8, mit Jelmoli-Wagenpark, Anfang 20. Jahrhundert

1592 begann aus Expansionsgründen und mit dem Gewinn aus der Gesellschaft zur Florettseidenherstellung die Überbauung des später Alter Seidenhof genannten Gebäudes. Dieser 5200 Gulden teure Neubau: S. 42 wurde auf dem Grundstück am Rennwegtor errichtet, das seit 1534 «dem reichen Hans Reig zugehörte», und man platzierte darin die Florettseidenherstellung. Man hatte nach einem Standort ausserhalb der Ringmauern der Stadtbefestigung Zürichs gesucht, der dem grossen Raumbedarf entsprach und die üblen Gerüche, die beim Faulen von Seidenabfällen entstehen, aus dem Stadtinnern fernhielt sowie der dortigen Brandgefahr entging. 1608 erstellten die Gebrüder Werdmüller unmittelbar angrenzend auf dem Geviert der heutigen St. Annagasse/Sihlstrasse den Neuen Seidenhof.: S. 412 1612, im Todesjahr David Werdmüllers, wurde das Fäulen innerhalb der Stadt verboten.: S. 41
Sowohl das Unternehmen als auch der Platzbedarf wurden rasch grösser und so entstanden neben dem Alten und Neuen Seidenhof innerhalb kurzer Zeit fünf weitere Seidenhöfe, Zürichs erstes Fabrikviertel. Diese Fabrikeinheiten waren mit den Bezeichnungen Blauer, Hinterer und Gelber Seidenhof benamt. Nach dem Tod David Werdmüllers baute sein Bruder Heinrich auf dem angrenzenden Gelände des städtischen Ziegelwerks den Grünen Seidenhof, wobei er auf eigene Kosten die Ziegelhütte neu errichten musste. Ab 1616 erweiterten die Nachkommen David Werdmüllers die Gebäudestruktur weiter. Hans Georg Werdmüller (1616–1678), Generalfeldzeugmeister, liess sich herrschaftliche Gemächer mit einem berühmten Garten und exotischen Pflanzen einrichten. Ein Erbstreit führte 1704 dazu, dass die Familie Escher neue Eigentümerin wurde, das Anwesen allerdings durch anderweitige Nutzung seiner Pracht beraubte. 1912 wurde es abgebrochen, als Wohnhaus neu errichtet und 1943/1944 von Bruno und Ernst Witschi für das Hotel Seidenhof des Zürcher Frauenvereins für alkoholfreie Wirtschaften umgestaltet.: S. 42–45

### «Alter Seidenhof»

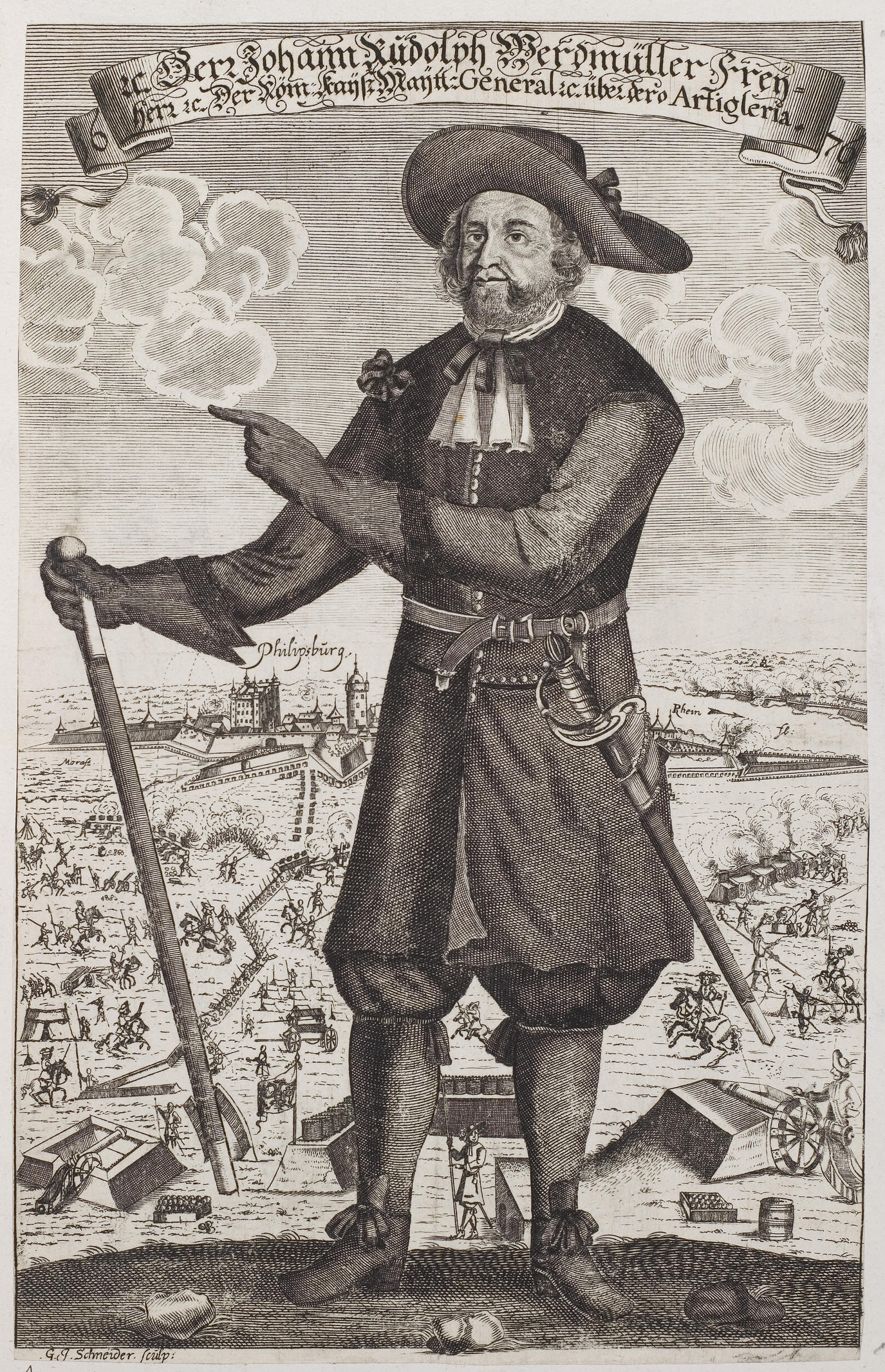
Hans Rudolf nach der Eroberung von Philippsburg

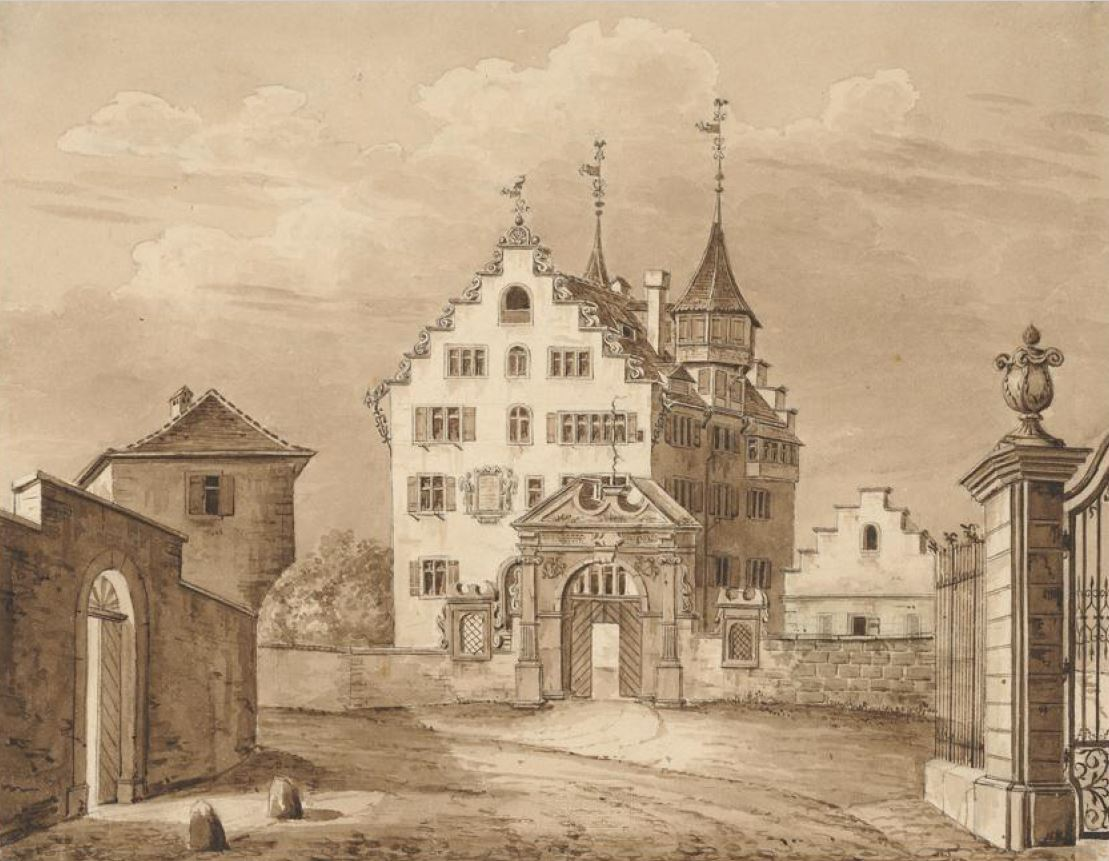
Alter Seidenhof, um 1855

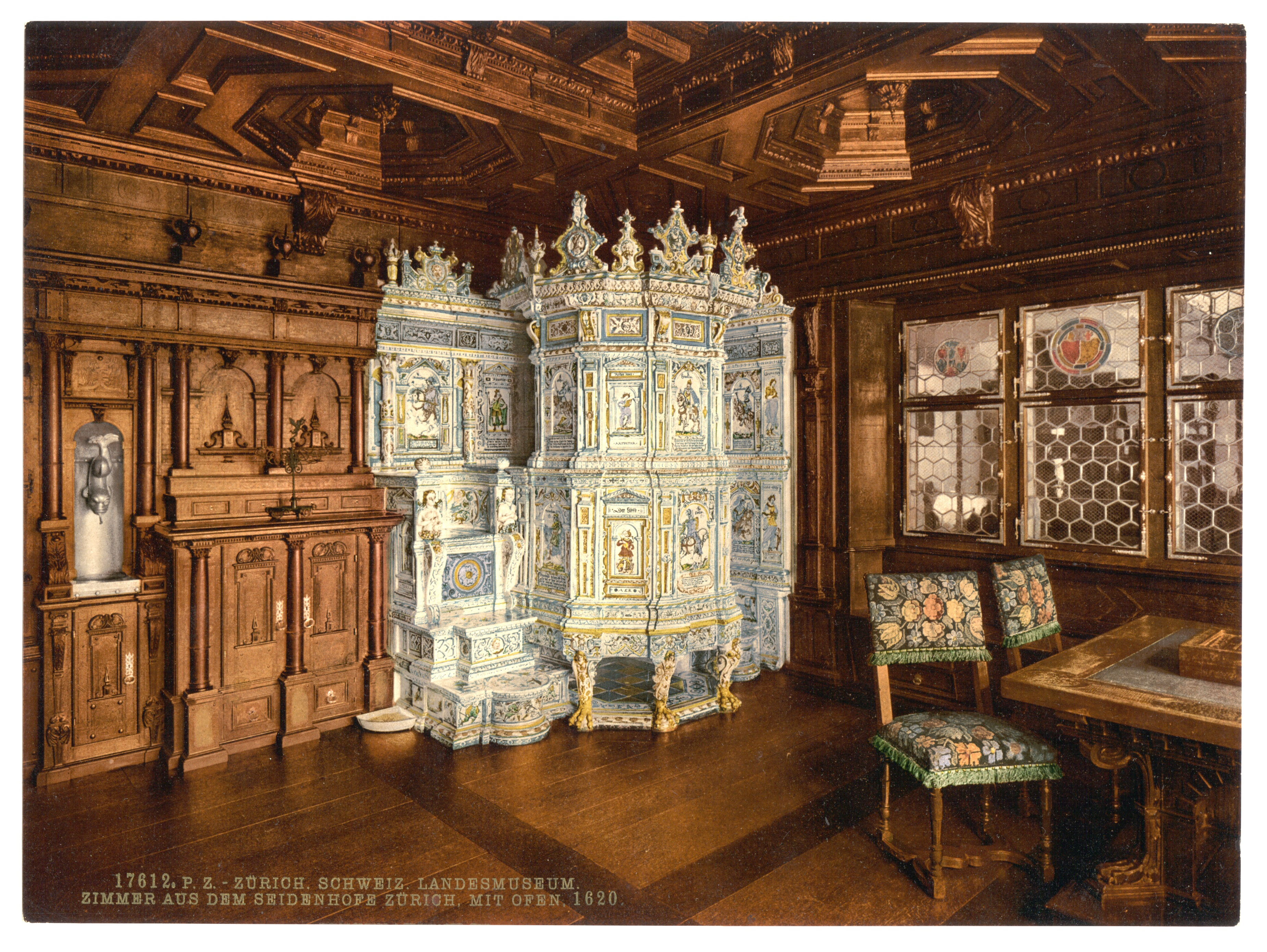
Eckzimmer Alter Seidenhof, heute Landesmuseum Zürich, Foto zwischen 1890 und 1900

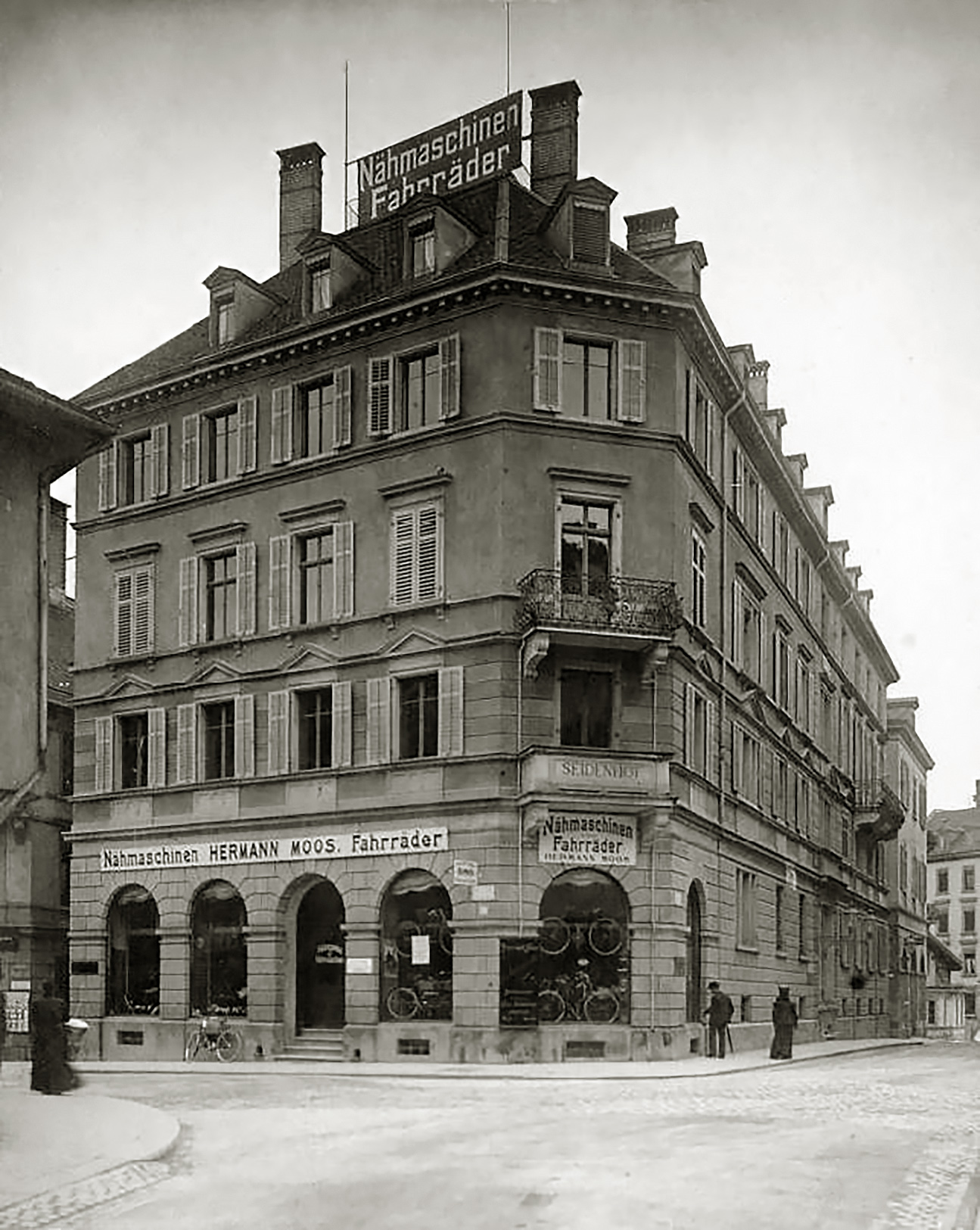
Alter Seidenhof um 1905

Beispielhaft für das ganze Gebäudeensemble und die vielfältigen Geschäftszweige steht der Alte Seidenhof, der in der Blütezeit des Unternehmens vom «ehrgeizigen und prachtliebenden David Werdmüller»: S. 47 zu einem von hohen Mauern umgebenen, schlossartigen Wohnhaus umgebaut wurde. Für Generationen von Zürchern war es der Inbegriff der Seidenindustrie der Stadt. Vielfältige barocke Ausstattungsmerkmale wie das wappengeschmückte Hofportal, Giebeltreppen, Dachtürmchen, Windfahne und Wasserspeier zeugten vom Reichtum seines Besitzers, entgegen dem Brauch im zwinglianisch-puristischen Zürich jener Zeit, in dem Reichtum nicht nach aussen zur Schau gestellt wurde, im Innern aber womöglich umso üppiger vorhanden war. So stellte auch die Innenausstattung ein «Schatzkästlein deutscher Renaissance» dar, so Heinrich Zeller-Werdmüller (1844–1903), Schweizer Historiker und Wirtschaftsmanager. Ein weiterer Nachkomme des Erbauers, Otto Anton Werdmüller (1790–1862), hatte sich bereits eine Generation zuvor über das Bauwerk echauffiert und schrieb: «In unserer excentrischen Zeit hat eine wahre, unsinnige Bauwuth die Leute ergriffen, welche wohlhabenden Familien den ökonomischen Ruin gebracht hat, und selbst den öffentlichen Wohlstadt bedroht. Wie ganz anders war es ehemals. So lange das alte Haus Sicherheit und Schutz gewährte, hielt man es werth, und strebte mehr darnach, es mit reichem Überflusse zu füllen, als wie es jetzt umgekehrt geschieht, das innere Elend mit äusserm Prunk zu verhüllen.»: S. 47–49
Auch Salomon Vögelin hatte, wie die beiden soeben zitierten Werdmüllers, im Alten Seidenhof gelebt, wusste also, wovon er sprach, wenn er davon berichtete, dass selbst auf dem obersten Stockwerk, dem sogenannten Estrich, die Zimmer Türflügel mit Intarsien hatten. Der Prunksaal im zweiten Stockwerk zeige «die höchste Pracht», weil er «eine vorzüglich schön geschnitzte Decke mit tiefen Kassetten [habe]. Das geräumige NW-Eckzimmer sodann war vom Boden bis zur Decke mit einer Wandtäferung verkleidet, die weit und breit ihres Gleichen sucht.» Ferner schmückte ein farbenreicher Kachelofen des Ludwig Pfau aus Winterthur dieses Geschoss.: S. 49 Dieses Eckzimmer samt Ofen von 1620 hat als einzige Einrichtung die Zeitläufte überdauert und ist heute im Landesmuseum Zürich zu besichtigen.: S. 50
Obwohl Hans Rudolf Werdmüller 1672 ein exaktes Verzeichnis der Fahrhabe (Mobilien) des Alten Seidenhofs angelegt hatte, ist die damalige Raumaufteilung nicht genau zu rekonstruieren und trotz zahlreicher Aussendarstellungen ist es heute unmöglich, einen Grundriss anzulegen. Bekannt hingegen ist, dass im Erdgeschoss Geschäftsräume lagen wie eine Schreibstube mit einer Nebenkammer und auch ein deckengewölbter Saal. Ob dieser die Funktion einer Sala terrena innehatte, ist hingegen ungewiss. Die beiden Obergeschosse waren die Wohnräume der Familie. Dabei fallen für beide Stockwerke Gemeinsamkeiten auf. Beide hatten eine eigene Küche und einen Saal sowie dazwischen eine vordere und eine hintere Stube, zwischen denen eine Kammer lag. Der Begriff «Kammer» ist bei Werdmüller jedoch zu hinterfragen, weil er auch für Räumlichkeiten zwischen zwei Stuben und unter einer Treppe benutzt wird.: S. 415
David Werdmüller konnte sein prächtiges neues Zuhause nur noch kurze Zeit geniessen. Durch seinen frühen Tod 1612 erlosch auch das gemeinsame Unternehmen, weil sein ältester Sohn Hans Rudolf mit Einverständnis seines Onkels Heinrich diesen Teil des Erbes nicht antrat. Er schätzte aber seinen Alten Seidenhof sehr und baute ihn zusammen mit seiner Frau Barbara Werdmüller-Wydenmann weiter aus. Viele Ausstattungsgegenstände kamen in jener Zeit hinzu.
Zwei Generationen später war Hans Rudolf Werdmüller ein weiterer wichtiger Bewohner des Alten Seidenhofs. Zwar weilte er aufgrund seiner Einsätze in fremden Diensten immer nur kurzzeitig in Zürich, doch waren dann berühmte Persönlichkeiten seine Gäste wie beispielsweise Henri Louis Marie de Rohan und Jan Hackaert. Er wusste die Kunstsammlung, die sein Vater Hans Rudolf angelegt hatte, zu schätzen und erweiterte sie. Sie bestand aus Gemälden, Zeichnungen, Kupferstichen und Statuen renommierter Künstler wie Hans Asper, Hans Holbein, Jan Hackaert, Claude Lorrain, Peter Paul Rubens und Rembrandt van Rijn. Auch alte Bücher und Handschriften wurden zusammengetragen. Zeitzeugen äussern sich höchst lobend über diese Sammlung mit «besten und berühmtesten Meistern» (Mercurius Helveticus, 1701); auch Johann Caspar Füssli erwähnt sie in seiner Geschichte der besten Künstler in der Schweitz. Die nachfolgende Generation verlagerte die Sammlung in den Neuen Seidenhof. Im 18. Jahrhundert verlor sich ihre Wertschätzung. Erbteilungen rissen sie auseinander, teils wurde sie verkauft, teils versteigert und grösstenteils geriet sie ins Ausland. Nur die Porträts blieben in Familienhand und befinden sich noch heute überwiegend auf Schloss Elgg.: S. 50–51
Der letzte Bewohner des Seidenhofs aus der Familie Werdmüller war Hans Rudolf (1759–1826). 1812 erfolgte der Verkauf an ein Unternehmen, welches das Gebäude geschichtsvergessen entkernte und sämtlichen barocken Zierrat entfernte. 1874 wurde ein weiteres Mal umgebaut, um den Bedürfnissen eines Mietshauses gerecht zu werden. 1883 verschwand auch der Garten und wurde zu Bauland. 1892 erfolgte ein letzter Umbau zum Vereinshaus. 1918 ging das Haus an den Verein für freiwillige Einwohnerarmenpflege, dann an die Immobiliengesellschaft Seidenhof Zürich AG. 1955 wurde das Gebäude abgerissen, und es entstand stattdessen das Verwaltungsgebäude der Einzelhandelskette Jelmoli.

### Gegenwart
Alle in diesem Geviert stehenden Gebäude sind frühstens aus dem frühen 20. Jahrhundert. Das Wohn- und Geschäftshaus Seidenhof ist heute mit Sihlstrasse 3 und 9 adressiert. Heute befinden sich dort zwei 1910/1911 von Eduard Hess errichtete vierstöckige Häuser, die einheitliche Gestaltungsmerkmale aufweisen. Die unterschiedlichen Nutzungen des Hauses Nr. 3 lassen sich an den unterschiedlich gestalteten Fenstern ablesen. Das rechts davon liegende Eckgebäude mit der Hausnummer 9 wurde Anfang der 1940er Jahre zum City-Excelsior-Hotel von Bruno und Ernst Witschi umgebaut und in Hotel Seidenhof umbenannt.